# Жовна мала
Жовна мала (Picus chlorolophus) — вид дятлоподібних птахів родини дятлових (Picidae). Поширений у Південній та Південно-Східній Азії.

## Поширення
Вид трапляється в Індії, Бутані, Непалі, Бангладеш і Шрі-Ланці, а також на схід до Таїланду, М'янми, Камбоджі, Лаосу, Індонезії, Малайзії та В'єтнаму.

## Опис
Це великий дятел, довжина якого становить 27 см. Має червоний чубчик на голові, що тягнеться до потилиці та задньої частини шиї, які жовтого кольору. Інші його верхні частини зелені. Передня частина шиї та грудей зелені, а живіт білуватий із зеленими смугами. Круп і хвіст чорнуваті. Дорослі самці мають біле горло та руді вуса та надбрівні смуги. У самиць тільки червона пляма над вухами.